# Magritte du cinéma 2022
De 11e uitreiking van de Magritte du cinéma vond plaats op 12 februari 2022 voor de Belgische Franstalige films uit 2020 en 2021. De uitreiking vond plaats in het Square - Brussels Meeting Centre te Brussel met Laurence Bibot als gastheer en werd rechtstreeks uitgezonden op La Trois. Juryvoorzitster was Thierry Michel.
De grote winnaars waren Une vie démente en Un monde met zeven prijzen.

## Winnaars en genomineerden
De genomineerden werden op 12 januari 2022 bekendgemaakt.

### Beste film
- Une vie démente van Ann Sirot en Raphaël Balboni
  - Adoration van Fabrice Du Welz
  - Filles de joie van Frédéric Fonteyne en Anne Paulicevich
  - Les Intranquilles van Joachim Lafosse
  - Un monde van Laura Wandel

### Beste regisseur
- Laura Wandel - Un monde
  - Fabrice Du Welz - Adoration
  - Joachim Lafosse - Les Intranquilles
  - Ann Sirot en Raphaël Balboni - Une vie démente

### Beste actrice
- Jo Deseure - Une vie démente
  - Lubna Azabal - Adam
  - Virginie Efira - Adieu les cons
  - Lucie Debay - Une vie démente

### Beste acteur
- Jean Le Peltier - Une vie démente
  - Bouli Lanners - Cette musique ne joue pour personne
  - Arieh Worthalter - Serre moi fort
  - Jérémie Renier - Slalom

### Beste debuutfilm
- Un monde van Laura Wandel
  - Fils de plouc van Lenny Guit en Harpo Guit
  - Jumbo van Zoé Wittock
  - Une vie démente van Ann Sirot en Raphaël Balboni

### Beste Vlaamse film
- La Civil van Teodora Ana Mihai
  - The Barefoot Emperor van Peter Brosens en Jessica Woodworth
  - Dealer van Jeroen Perceval
  - Rookie van Lieven Van Baelen

### Beste buitenlandse film in coproductie
- Titane van Julia Ducournau
  - Adam van Maryam Touzani
  - The Man Who Sold His Skin van Kaouther Ben Hania
  - Onoda: Ichiman ya o koete van Arthur Harari

### Beste actrice in een bijrol
- Laura Verlinden - Un monde
  - Claire Bodson - Fils de plouc
  - Émilie Dequenne - Les Choses qu'on dit, les choses qu'on fait
  - Myriem Akheddiou - Titane

### Beste acteur in een bijrol
- Gilles Remiche - Une vie démente
  - Benoît Poelvoorde - Adoration
  - Sam Louwyck - Jumbo
  - Patrick Descamps - Les Intranquilles

### Beste jong vrouwelijk talent
- Maya Vanderbeque - Un monde
  - Fantine Harduin - Adoration
  - Daphné Patakia - Benedetta
  - Salomé Dewaels - Illusions perdues

### Beste jong mannelijk talent
- Günter Duret - Un monde
  - Yoann Zimmer - Des hommes
  - Roméo Elvis - Mandibules
  - Basile Grunberger - SpaceBoy

### Beste beeld
- Ruben Impens - Titane
  - Manu Dacosse - Adoration
  - Frédéric Noirhomme - Un monde

### Beste scenario of bewerking
- Ann Sirot en Raphaël Balboni - Une vie démente
  - Anne Paulicevich - Filles de joie
  - Joachim Lafosse - Les Intranquilles
  - Laura Wandel - Un monde

### Beste geluid
- Mathieu Cox, Corinne Dubien, Thomas Grimm-Landsberg, David Vranken - Un monde
  - Séverin Favriau, Fabrice Osinski, Stéphane Thiébaut - Titane
  - Bruno Schweisguth, Julien Mizac, Philippe Charbonnel - Une vie démente

### Beste decor
- Lisa Etienne - Une vie démente
  - Anna Falguères - Les Intranquilles
  - Laurie Colson, Lise Péault - Titane

### Beste kostuums
- Frédérick Denis - Une vie démente
  - Ann Lauwerys - Filles de joie
  - Catherine Cosme - Mon légionnaire

### Beste filmmuziek
- Vincent Cahay - Adoration
  - Loup Mormont - Ma voix t'accompagnera
  - Daan - Rookie

### Beste montage
- Nicolas Rumpl - Un monde
  - Marie-Hélène Dozo - Les Intranquilles
  - Sophie Vercruysse, Raphaël Balboni - Une vie démente

### Beste korte film
- Sprötch van Xavier Seron
  - L'Enfant salamandre van Théo Degen
  - T'es morte Hélène van Michiel Blanchart
  - Titan van Valéry Carnoy

### Beste korte animatiefilm
- On est pas près d'être des super héros van Lia Bertels
  - Amours libres van Emily Worms
  - Le Quatuor à cornes - Là-haut sur la montagne van Benjamin Botella en Arnaud Demuynck
  - Tête de linotte! van Gaspar Chabaud

### Beste korte documentaire
- Mother's van Hippolyte Leibovici
  - Belgium-20 van Jean-Benoît Ugeux
  - Juliette the Great van Alice Khol
  - Maîtresse van Linda Ibbari

### Beste documentaire
- Petit Samedi van Paloma Sermon-Daï
  - Salepute van Florence Hainaut en Myriam Leroy
  - Chasser les dragons van Alexandra Kandy-Longuet
  - Ma voix t'accompagnera van Bruno Tracq

### Magritte d'honneur
- Marion Hänsel

## Films met meerdere nominaties
De volgende films ontvingen meerdere nominaties:
| Nominaties | Film                   | Gewonnen |
| ---------- | ---------------------- | -------- |
| 12         | Une vie démente        | 7        |
| 10         | Un monde               | 7        |
| 6          | Adoration              | 1        |
| 6          | Les Intranquilles      |          |
| 5          | Titane                 | 2        |
| 3          | Filles de joie         |          |
| 2          | Adam                   |          |
| 2          | Jumbo                  |          |
| 2          | Fils de plouc          |          |
| 2          | Ma voix t'accompagnera |          |
| 2          | Rookie                 |          |